# Grevillea corrugata
Grevillea corrugata,  es una especie de arbusto  del gran género  Grevillea perteneciente a la familia  Proteaceae. Es originaria de un área cerca de Bindoon en el sudoeste de Australia Occidental.

## Descripción
Crece hasta alcanzar un tamaño de entre 0,5 y 1,5 metros de altura. Tiene las hojas profundamente lobuladas. Los últimos lóbulos tienen márgenes curvados y son de 1,5 a 3 cm de largo y 0,7 a 0,8 mm de ancho. Las flores son de color blanco o crema y aparecen entre agosto y septiembre (fines de invierno a principios de la primavera) en su área de distribución natural.

## Taxonomía
Grevillea corrugata fue descrita por Olde & Marriott y publicado en Nuytsia 9(2): 247. 1993.
Etimología
Grevillea, el nombre del género fue nombrado en honor de Charles Francis Greville, cofundador de la Royal Horticultural Society.
corrugata: epíteto latíno que significa "arrugada"